# Ärkeängeln Mikael (ikon)

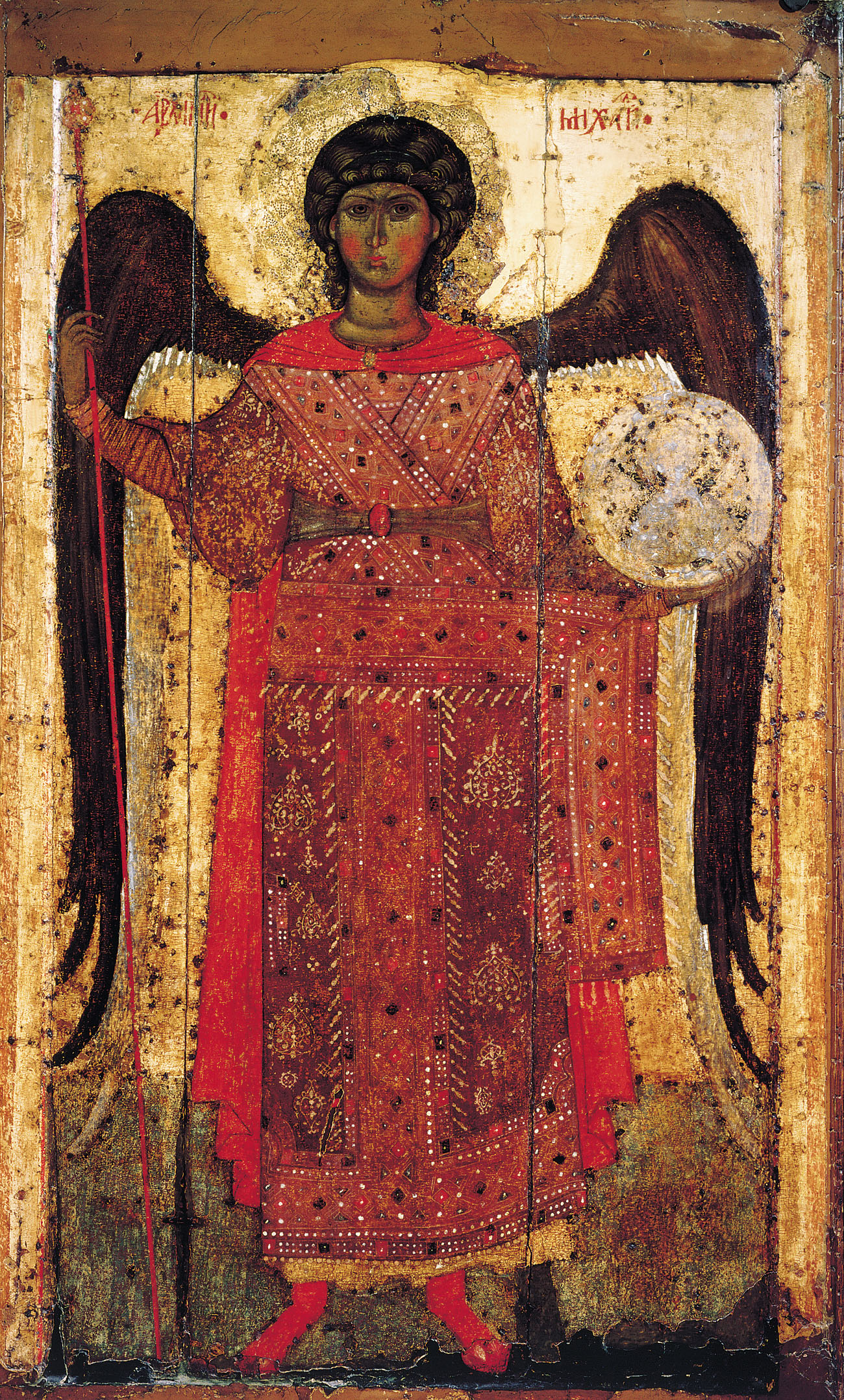
Ärkeängeln Mikael.

Ärkeängeln Mikael (kyrkslaviska: Архангелъ Мїхаи́лъ; ryska: Архангел Михаил; translitteration: Arhangel Mihajl) är en ikon från slutet av 1200-talet som representerar Ärkeängeln Mikael. Den förvaras på Tretjakovgalleriet i Moskva.

## Historisk bakgrund
Ikonen har sitt ursprung från en i kyrka i staden Jaroslavl i dagens Ryssland. Kyrkan byggdes år 1216 av Konstantin av Rostov och genomgick restaureringar 1300 av prinsessan Anna, som var Theodor den svartes hustru.